# داميان شتاينرت
داميان شتاينرت (بالإسبانية: Damián Steinert) هو لاعب كرة قدم أرجنتيني في مركز نصف الجناح، ولد في 25 فبراير 1986 في مدينة بارانا، انتري ريوس في الأرجنتين. لعب مع بورصة سبور ونادي راسينغ ونيولز أولد بويز.

## وصلات خارجية
- داميان شتاينرت على موقع اتحاد تركيا (لاعب) (الإنجليزية)
- داميان شتاينرت على موقع قاعدة بيانات كرة القدم.إي يو (الإنجليزية)
- داميان شتاينرت على موقع Soccerway.com (الإنجليزية)